# Via expressa

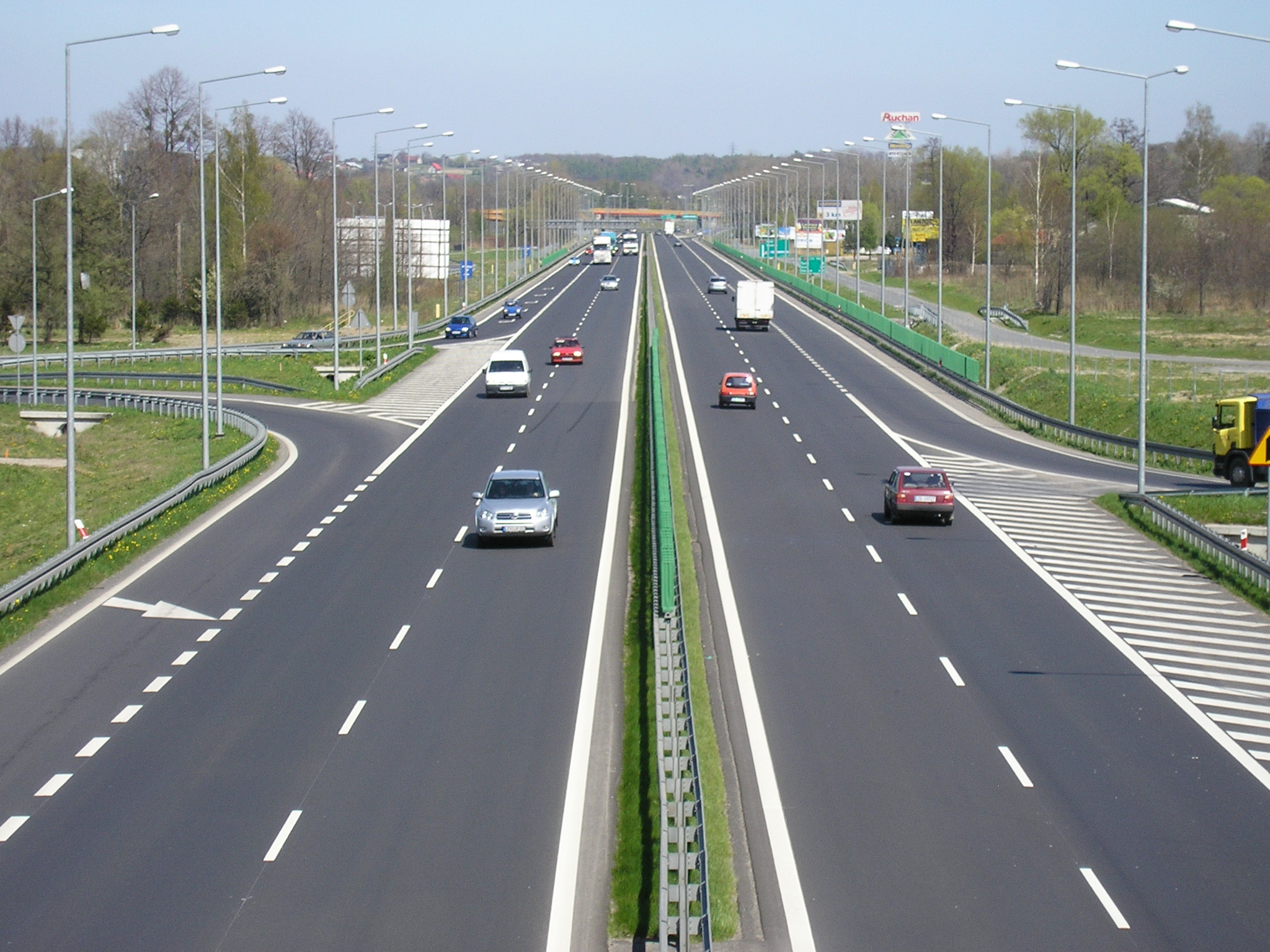
Uma via expressa na cidade de Bielsko-Biała, na Polônia.

Via expressa, via rápida ou via reservada é uma via de comunicação terrestre para tráfego de alta velocidade que tem muitas das características de uma autoestrada, incluindo o acesso limitado à rodovia, algum grau de separação entre os fluxos de tráfego opostos, o uso de trevos, em certa medida a proibição de alguns modos de transporte, como bicicletas ou cavalos, e muito poucos ou nenhum cruzamento com ruas. O grau de isolamento permitido para o tráfego local varia entre os vários países e regiões. A definição precisa desses termos varia de acordo com a jurisdição.

## Características

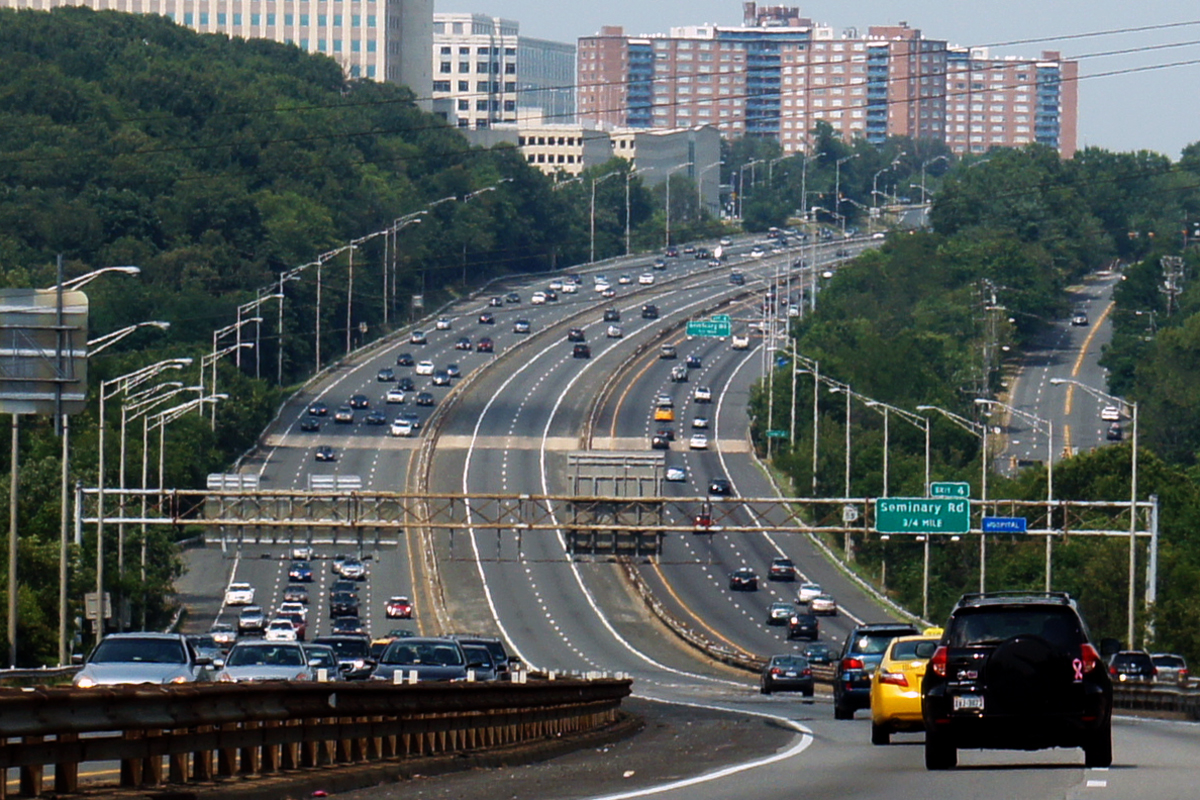
Trecho da Interestadual 95/395, uma via expressa de alta capacidade, na Virgínia, Estados Unidos.

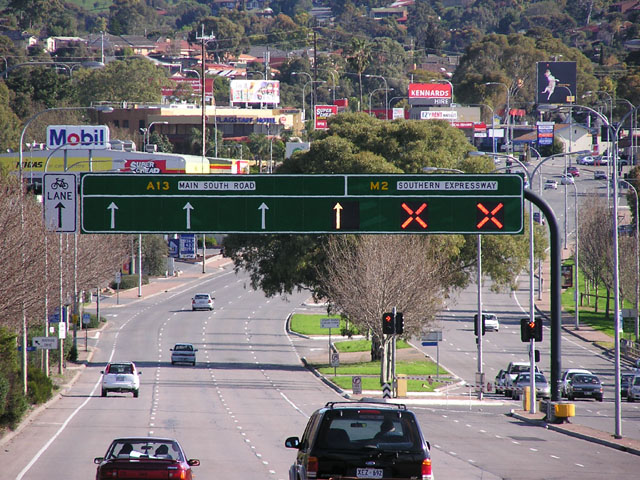
Uma intersecção com Southern Expressway em Adelaide, Austrália.

Uma via expressa permite rápido acesso entre as regiões que a tal via expressa conecta. Porém, a ausência de cruzamentos faz com que o acesso entre uma avenida/rua e uma via expressa precise ser feito através de rampas especiais, que podem ocupar bastante espaço, cuja desocupação pode levar a demolir as construções existentes na área. Quando duas vias expressas se encontram, há o que se chama de um trevo rodoviário, que ocupa ainda mais espaço.
Uma via expressa pode ser:
- Planejada: neste caso, a via expressa é construída diretamente no solo. A opção mais econômica, tem a desvantagem de que as rampas de acesso ocupam muito espaço.
- Elevada (sustentada por pilares): cria algum espaço útil no terreno onde a via expressa é construída (sob a via), e economiza espaço, por causa do menor espaço ocupado pelas rampas de acesso. Porém, este tipo de via expressa é cara de se construir e de se manter.
- Tunelada: a via expressa é construída no sub-solo; esta opção é a que menos ocupa terreno útil da cidade, que pode ser usado para a construção de parques, etc. É a opção mais cara de se construir.

Vias expressas são muito comuns nos Estados Unidos, em diversos países da Europa Ocidental, Japão, e no leste do Canadá, embora sejam mais raras em outros países. A via expressa mais movimentada do mundo atualmente é a Highway 401 em Ontário, Canadá, que registra uma média anual de 450 mil veículos diários em certos trechos na região metropolitana de Toronto.

## Países lusófonos

### Brasil

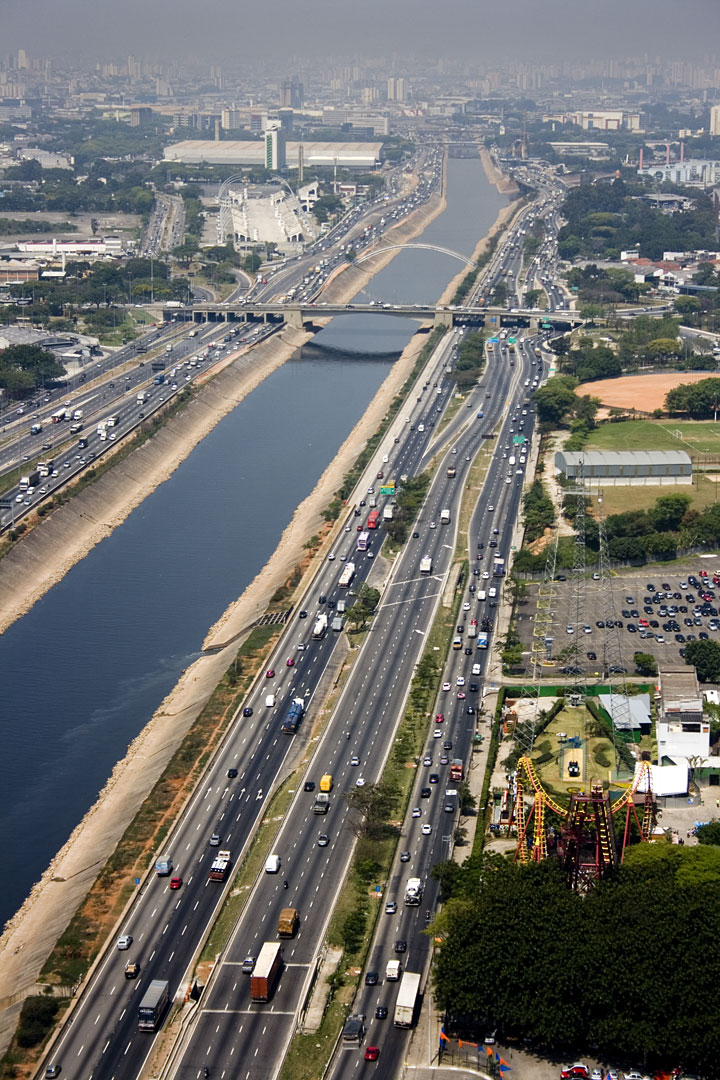
Marginal Tietê em São Paulo, um exemplo de via expressa no Brasil.

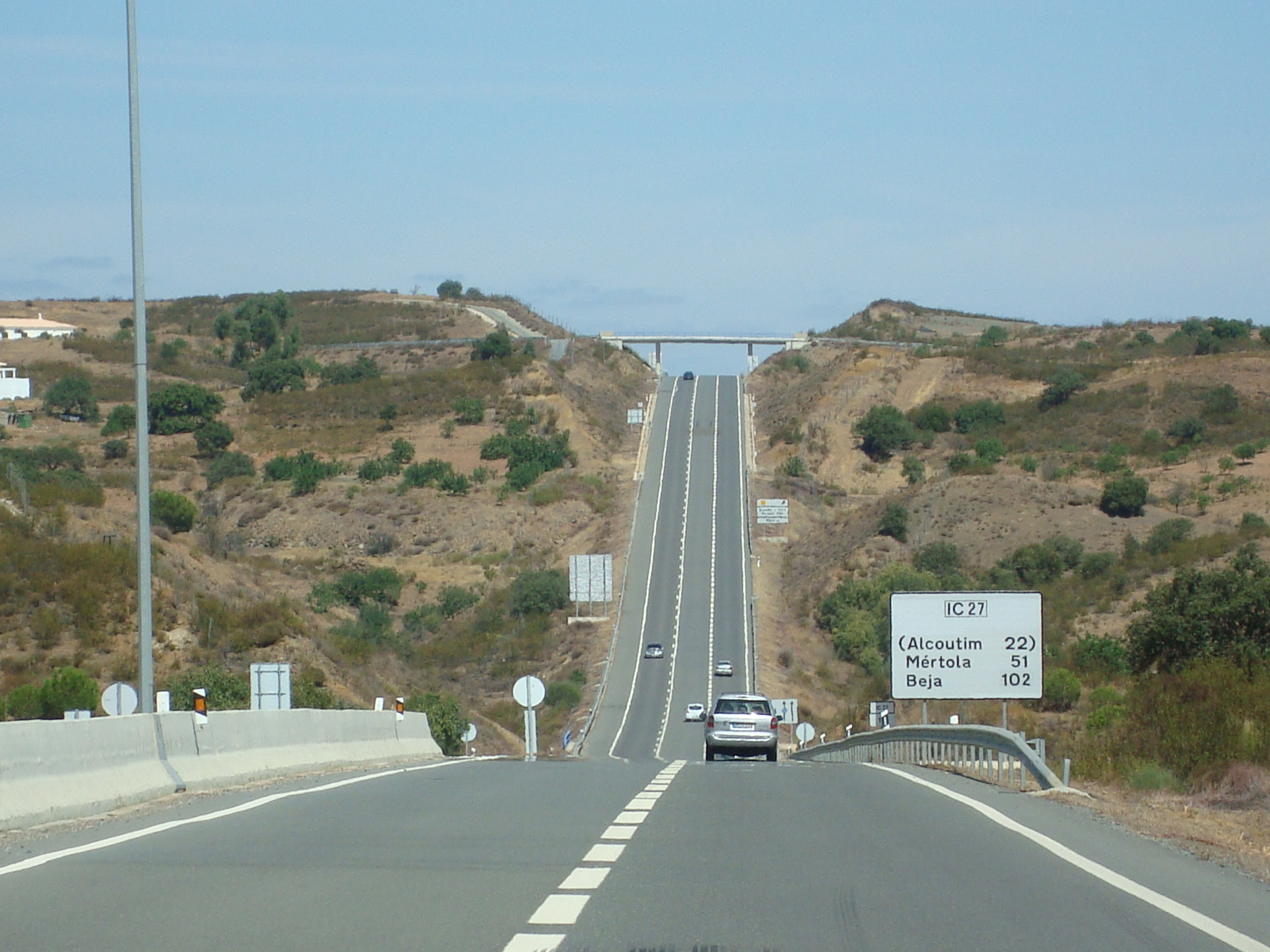
IC27, um exemplo do tipo português de via rápida com cruzamentos desnivelados, mas sem separação de sentidos de trânsito.

- Em São Paulo a principal via expressa é a Marginal do Rio Tietê, que liga a região da Vila Leopoldina à região da Penha; A Marginal do Rio Pinheiros, que liga a Marginal do Rio Tietê à região de Interlagos; O Corredor Norte-Sul que liga Santana, na Zona Norte da cidade à Santo Amaro, na Zona Sul; E a Ligação Leste-Oeste, a qual faz a ligação das Zonas Leste e Oeste da cidade, através de um conjunto de avenidas, tendo a Radial Leste como a principal delas, ligando o Centro à Guaianases, subúrbio da Zona Leste. A principal ligação da capital com a região metropolitana é a Avenida do Estado, que liga o centro de São Paulo as cidades do Grande ABC.
- No Rio de Janeiro, as principais vias expressas são: a Avenida Brasil, que interliga as regiões oeste, norte e central da cidade; a Linha Vermelha, que liga a região central da cidade à Rodovia Washington Luís (BR-040) e à Rodovia Presidente Dutra (BR-116), passando pela Ilha do Fundão e pela Ilha do Governador; a Linha Amarela, que liga a Barra da Tijuca à Ilha do Fundão; e a Ponte Rio-Niterói, que liga a cidade ao município vizinho de Niterói. e Túnel Prefeito Marcello Alencar que liga Ponte Rio-Niterói, Av.Brasil, Linha Vermelha ao Aterro do Flamengo
- Em Belo Horizonte a Via Expressa Juscelino Kubitschek (conhecida simplesmente como "Via Expressa" na cidade) - que liga o centro da capital mineira à cidade de Betim, atravessando boa parte do município de Contagem - tem um percurso de aproximadamente 25 km sem interceptações, o que proporciona aos seus usuários um fluxo rápido. Uma outra via de trânsito expresso em Belo Horizonte é a Linha Verde, construída para otimizar o trânsito entre o Aeroporto Internacional Tancredo Neves em Confins e o centro de BH. A Linha Verde possui uma extensão de 42 km em via de trânsito rápido, apesar de haver inúmeros semáforos no trecho da Avenida Cristiano Machado, ainda dentro do município de Belo Horizonte.
- No Distrito Federal, um típico exemplo de via expressa é a DF-002 (conhecida como Eixo Rodoviário - Eixão), que corta o Plano Piloto de norte a sul em seus 13km de extensão, sem nenhum ponto de interrupção. Tanto de um lado quanto do outro da via existem os chamados Eixinhos L (leste) e W (oeste), que funcionam como marginais do Eixão, permitindo uma transição segura do fluxo local para o fluxo da rodovia. Outra rodovia da cidade que recentemente foi transformada em via expressa é a DF-085 (conhecida como Estrada Parque Taguatinga - EPTG), que em seus 20km corta a área mais populosa do Distrito Federal, ligando as cidades de Ceilândia, Taguatinga, Águas Claras, Vicente Pires e SIA ao Plano Piloto. Outra via planejada para se tornar expressa é a DF-047 (conhecida como Estrada Parque Aeroporto), que junto com a DF-002 forma uma ligação direta entre o Aeroporto Internacional Juscelino Kubitschek e a área central da capital.
- Em Salvador, as vias expressas são a rodovia Salvador-Feira de Santana (BR-324) e a Avenida Paralela, que liga o Aeroporto Internacional de Salvador ao centro financeiro da cidade. Sem falar da Via Expressa Baía de Todos os Santos,construída, para ligar o porto à BR-324.
- Em Manaus, a principal via expressa é a Avenida Torquato Tapajós, que dá acesso às rodovias AM-010 e BR-174. Outro exemplo é a Avenida das Torres, uma via expressa de 17,4 km, que inicia na zona Centro-Sul e finaliza na zona Norte da cidade, na rodovia AM-010.
- Em Porto Alegre, a Avenida Presidente Castello Branco liga a Rodoviária e a Avenida Mauá, no centro, à Avenida Sertório, na zona norte, e às BRs 116 (ponte do Guaíba) e 290 (freeway). Acompanha parte da linha do metrô. Outra via na cidade cujo trânsito até o limite de 80 km/h é permitido é a Avenida Zaida Jarros (antiga Avenida dos Estados), por onde passa em frente à estátua do Laçador e próxima ao Aeroporto Salgado Filho.
- Em Florianópolis, a BR-282 é a Via Expressa que liga o Continente à Ilha de Santa Catarina, passando pelas pontes Ponte Colombo Salles e Ponte Pedro Ivo Campos. Uma outra Via Expressa da cidade é a Avenida Beira-Mar Sul, que liga o centro ao Aeroporto Internacional Hercílio Luz.
- Em Palmas, a única via expressa da cidade é formada pela rodovia TO-050, além de um pequeno trecho contínuo da rodovia TO-010. Em sua extensão total, a via expressa liga a quadra 212 Norte (ou ASR-NE 25) à Avenida Ipanema, no setor Sol Nascente.
- Em Goiânia, o trecho urbano da BR-153 corresponde a maior via expressa da cidade, com 38 km de extensão na região metropolitana, além das marginais Botafogo e Cascavel, Perimetral Norte, Rodoanel Viário Metropolitano, Av. Dr. Pedro Ludovico Teixeira/BR-060 e Via dos romeiros.
- Em Teresina a via expressa da BR-316 em área urbana entre o viaduto da Tabuleta e o Rodoanel de acesso à BR-343 são 15 km de extensão.

### Portugal
Em Portugal, este tipo de rodovia não tem uma classificação oficial separada e é normalmente referida genericamente como "via rápida".
Existem dois tipos principais de vias rápidas em Portugal. O primeiro tipo tem faixas separadas para cada sentido, acesso limitado, com poucos ou nenhuns cruzamentos de nível, tendo em muitos casos características praticamente idênticas às de uma autoestrada. De entre as vias deste tipo destacam-se o Eixo Norte-Sul, a CRIL e o IC19 em Lisboa, a Via de Cintura Interna e a Avenida AEP no Porto, o IC2 em Coimbra e a "Rodovia" em Braga. Na ilha da Madeira é um tipo de via muito frequente, que liga os principais pontos da região. Algumas das atuais autoestradas portuguesas eram em tempos também consideradas vias rápidas deste tipo. Por exemplo, até à década de 2000, a A28 e a A29 constituíam a via rápida IC1.
O segundo tipo principal de via rápida tem características idênticas às do primeiro, distinguindo-se daquele apenas por não dispor de faixas de rodagem separadas para cada sentido, na maioria da sua extensão. Em geral, estas vias rápidas têm 1+1 vias em zonas planas e 2+1 vias nas subidas. De entre as vias deste tipo destacam-se os antigos IP4 e IP5 (antes de serem reconvertidos em autoestradas), o IP2 (a norte da Guarda e a sul de Castelo Branco), o IP3 (maioria do troço entre Coimbra e Viseu), o IC5, IC6, IC8, IC9, o IC27 e o IC33. 
Em termos legais, o Código da Estrada inclui o conceito de "via reservada a automóveis e motociclos", que é definida como sendo uma via pública onde vigoram as normas que disciplinam o trânsito em autoestrada e sinalizada como tal, dispondo no entanto de um limite de velocidade menor (100 km/h para a maioria dos veículos). Contudo, o Código da Estrada não define a que características técnicas deve obedecer uma via para ser classificada como tal. Uma via rápida dos tipos acima referidos pode estar ou não sinalizada como via reservada a automóveis e motociclos. Caso não o esteja, vigoram aí as normas de trânsito correspondentes a uma estrada normal, mesmo que a mesma disponha de características técnicas idênticas às uma autoestrada.

### Angola
Integrado num plano de melhoria das infra-estruturas, o governo de Angola tem investido na construção de várias vias expressas em torno de Luanda, designadamente a que liga a capital a Viana.